# Colostygia culotaria
Colostygia culotaria är en fjärilsart som beskrevs av Ehringer 1932. Colostygia culotaria ingår i släktet Colostygia och familjen mätare. Inga underarter finns listade i Catalogue of Life.